# 2point4 Children
2point4 Children är en brittisk komediserie som sändes i åtta säsonger på BBC mellan 1991 och 1999.

## Handling
Familjen Porter må framstå som en helt vanlig tvåbarnsfamilj men de har en osviklig förmåga att hamna i de mest bisarra situationer.

## Rollista i urval
- Belinda Lang - Bill Porter
- Gary Olsen - Ben Porter
- John Pickard - David Porter
- Clare Woodgate - Jenny Porter (säsong 1-2)
- Clare Buckfield - Jenny Porter (säsong 3-8)
- Liz Smith - Bette, Bills mor
- Roger Lloyd-Pack - Jake "The Klingon" Klinger (säsong 3-6)